# ياسر عبد المحسن
ياسر عبد المحسن (ولد في 27 مايو 1988 في بغداد عاصمة العراق)، هو لاعب كرة قدم عراقي يلعب في مركز الجناح الأيمن لصالح نادي النفط في الدوري العراقي الممتاز.

## المشاركة الدولية لأول مرة
على المستوى الدولي شارك في مباراة ودية ضد البحرين في يوم 3 ديسمبر 2012 حيث انتهت المباراة بالتعادل 0-0.

## وصلات خارجية
- ياسر عبد المحسن على موقع قاعدة بيانات كرة القدم.إي يو (الإنجليزية)
- ياسر عبد المحسن على موقع ناشيونال فوتبول تيمز (الإنجليزية)

- ياسر عبد المحسن على Goalzz